# Teen, Age
Teen, Age  (TEEN, AGE) là album phòng thu thứ hai của Seventeen.  Được phát hành vào ngày 6 tháng 11 năm 2017 bởi Pledis Entertainment với đĩa đơn "Clap".  Teen, Age là album thứ hai của SEVENTEEN được được xếp hạng 1trên Bảng xếp hạng album thế giới của Billboard.
Album này sau đó đã được phát hành lại dưới dạng album đặc biệt đầu tiên của Seventeen mang tên Director's Cut, vào ngày 5 tháng 2 năm 2018, với ca khúc chủ đề "Thanks".  "Thanks" đạt hạng 1 trên MelOn, cũng là album đầu tiên của SEVENTEEN được hạng 1 trên melOn.

## Track listing
| Standard edition | Standard edition                                            | Standard edition                                                    | Standard edition                              | Standard edition                        | Standard edition |
| STT              | Nhan đề                                                     | Phổ lời                                                             | Phổ nhạc                                      | Arrangements                            | Thời lượng       |
| ---------------- | ----------------------------------------------------------- | ------------------------------------------------------------------- | --------------------------------------------- | --------------------------------------- | ---------------- |
| 1.               | "Intro. 新世界" (New World)                                 | Woozi Bumzu                                                         | Woozi Bumzu                                   | Bumzu                                   | 0:51             |
| 2.               | "CHANGE UP" (SVT Leaders)                                   | Woozi S.Coups Hoshi Bumzu                                           | Woozi Bumzu Hoshi                             | Bumzu                                   | 3:07             |
| 3.               | "모자를 눌러 쓰고" (Without You)                            | Woozi Bumzu S.Coups Jeonghan Hoshi The8 Mingyu DK Vernon Dino       | Woozi Bumzu Park Gi Tae                       | Bumzu Park Gi Tae                       | 3:15             |
| 4.               | "박수" (Clap)                                               | Woozi Bumzu Jeonghan Hoshi Mingyu DK S.Coups                        | Woozi Bumzu Park Gi-tae                       | Woozi Bumzu Park Gi-tae                 | 2:47             |
| 5.               | "날 쏘고 가라" (Bring It) (Hoshi & Woozi)                   | Woozi Hoshi Vernon                                                  | Woozi Dong Ne-hyeong Won Yeong-heon Min Sig I | Dong Ne-hyeong Won Yeong-heon Min Sig I | 3:32             |
| 6.               | "13월의 춤" (Lilili Yabbay) (Performance Team)              | Woozi Bumzu Dino                                                    | Woozi Bumzu Dirty Orange Mitsu.J              | Bumzu Dirty Orange Mitsu.J              | 3:31             |
| 7.               | "TRAUMA" (Hip-hop Team)                                     | S.Coups Wonwoo Mingyu Vernon                                        | Bumzu Vernon                                  | Bumzu                                   | 3:33             |
| 8.               | "바람개비" (Pinwheel) (Vocal Team)                          | Woozi                                                               | Woozi Dong Ne-hyeong Won Yeong-heon           | Dong Ne-hyeong Won Yeong-heon           | 3:39             |
| 9.               | "Flower" (S.Coups, Seungkwan, Wonwoo, The8, Jeonghan, Dino) | Bumzu S.Coups Wonwoo The8 Dino Seungkwan Jeonghan Woozi             | Bumzu                                         | Bumzu                                   | 3:27             |
| 10.              | "ROCKET" (Joshua & Vernon)                                  | Vernon Joshua Woozi NATHAN                                          | Woozi Bumzu Vernon NATHAN                     | Bumzu NATHAN                            | 3:08             |
| 11.              | "Hello" (Jun & Mingyu & DK)                                 | Mingyu DK Jun Bumzu                                                 | Bumzu DK                                      | ANCHOR Bumzu                            | 3:20             |
| 12.              | "캠프파이어" (Campfire)                                     | Woozi Bumzu S.coups Jeonghan Wonwoo The8 Mingyu DK Seungkwan Vernon | Woozi Bumzu Dong Ne-hyeong Won Yeong-heon     | Dong Ne-hyeong Won Yeong-heon Yama Art  | 3:27             |
| 13.              | "Outro. 未完" (Incompletion)                                |                                                                     | Woozi Bumzu Park Gi-tae                       | Bumzu Park Gi-tae                       | 1:13             |
| Tổng thời lượng: | Tổng thời lượng:                                            | Tổng thời lượng:                                                    | Tổng thời lượng:                              | Tổng thời lượng:                        | 38:50            |

| Special edition  | Special edition                      | Special edition                          | Special edition             | Special edition |
| STT              | Nhan đề                              | Phổ lời                                  | Phổ nhạc                    | Thời lượng      |
| ---------------- | ------------------------------------ | ---------------------------------------- | --------------------------- | --------------- |
| 1.               | "Thinkin' About You"                 | Woozi Bumzu S.Coups Wonwoo Mingyu Vernon | Woozi Bumzu Park Gi-tae     | 3:42            |
| 2.               | "고맙다" (Thanks)                    | Woozi Bumzu Hoshi                        | Woozi Bumzu                 | 3:33            |
| 3.               | "지금 널 찾아가고 있어" (Run to You) | Woozi Bumzu                              | Woozi Bumzu Gi-tae          | 3:14            |
| 4.               | "Falling for U (Joshua & Jeonghan)"  | Woozi Bumzu Joshua Jeonghan              | Woozi Bumzu Joshua Jeonghan | 3:55            |
| Tổng thời lượng: | Tổng thời lượng:                     | Tổng thời lượng:                         | Tổng thời lượng:            | 14:13           |

## Lịch sử phát hành
| Khu vực   | Ngày                     | định dạng           | Nhãn                                    | Ref.  |
| --------- | ------------------------ | ------------------- | --------------------------------------- | ----- |
| Hàn Quốc  | Ngày 6 tháng 11 năm 2017 | CD digital download | Pledis Entertainment LOEN Entertainment | [ 3 ] |
| Worldwide | Ngày 6 tháng 11 năm 2017 | Digital download    | Pledis Entertainment LOEN Entertainment | [ 4 ] |